# Václav Švéda
Václav Švéda (26. dubna 1921 Pivín – 2. května 1955 Praha) byl protikomunistický odbojář, člen skupiny bratří Mašínů.

## Život
Narodil se v Pivíně u Prostějova jako prvorozený syn drobným zemědělcům Františku Švédovi a Hedvice, rozené Adamcové. Jeho mladšími bratry byli Zdeněk (*1922) a Vratislav (*1927) a i přes skromné poměry mu rodiče umožnili studovat - nejprve v Olomouci a poté gymnázium v Kolíně, kde žila jeho teta.
Na začátku 2. světové války se chtěl připojit k československým jednotkám v zahraničí. Nicméně při pokusu o překročeni hranic Protektorátu byl zatčen gestapem a poté, co v roce 1940 uprchl a pod falešnou identitou se skrýval v Německu, aby původní plán naplnil cestou přes Švýcarsko, byl opět zadržen a v roce 1942 odsouzen berlínským soudem na 15 let vězení. Zde se také v roce 1945 dočkal konce války. Po návratu do Československa dokončil gymnázium. V Kolíně se usadil a seznámil se zde se svojí budoucí manželkou Ludmilou; Ludmila byla adoptovanou dcerou příbuzných Josefa Mašína staršího, kteří vlastnili statek v nedalekých Lošanech. Ihned v roce 1946 se vzali a v následujícím roce převzali správu nad hospodářstvím. Ve stejném roce se rovněž při příležitosti odhalování pomníku Josefa Mašína st. v Lošanech seznámil s jeho syny Ctiradem a Josefem.
Po komunistickém převratu bylo Švédům hospodářství v roce 1950 v rámci kolektivizace zkonfiskováno, v roce 1952 byli i se dvěma dětmi jako kulaci nuceně vystěhováni a uchýlili se do Pivína k Václavovým rodičům. Mezi lety 1950 a 1953 (před odchodem na Západ) vystřídal několik krátkodobých zaměstnání - pracoval jako krmič vepřů, závozník, na dole Kaňk u Kutné Hory nebo jako dělník na pile. Do tohoto období rovněž spadá jeho činnost v rámci skupiny bratří Mašínů.
Během odchodu skupiny bratrů Mašínů na Západ přes NDR v roce 1953 byl u Waldowa postřelen – střela mu rozdrtila kost v předloktí a silně krvácel. S bratry Mašínovými a Milanem Paumerem, kteří jej neměli čím ošetřit a ani by jej nedokázali dostat z obklíčení, se dohodl, že zůstane na místě. Tam jej také zatkli příslušníci Volkspolizei.
Později byl předán do Československa, kde byl 1. února 1955 se Zbyňkem Janatou odsouzen k trestu smrti. Popraven byl téhož roku hned po prvomájových oslavách na Pankráci. Ve Švédově ohledacím listě je uvedena jako příčina smrti strangulace. Byl popraven oběšením společně se Zbyňkem Janatou a se strýcem bratří Mašínových Ctiborem Novákem. Janata ani Švéda nesměli být pohřbeni. Urna s popelem Václava Švédy byla uložena v pankrácké věznici. Dne 26. května 1961 tam byla neznámým způsobem zničena. Na Čestném pohřebišti na pražském Ďáblickém hřbitově se nachází Švédův symbolický hrob. Tamní symbolické náhrobky odkazují na zemřelé politické vězně bez ohledu na jejich skutečné místo pohřbení. Také jeho bratři, Vratislav Švéda a Zdeněk Švéda, byli odsouzeni k vysokým trestům odnětí svobody (22 let, podmínečně propuštěni až v roce 1964).

Václav Švéda
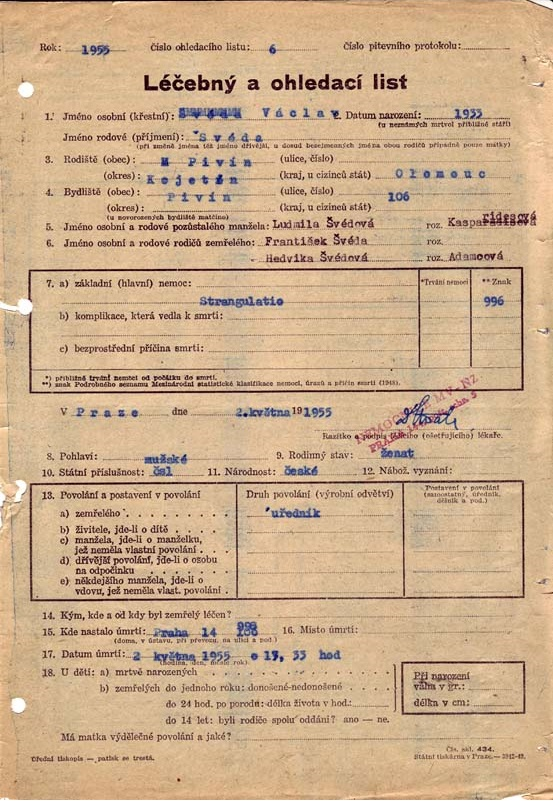
Ohledací list popisující stav těla po popravě
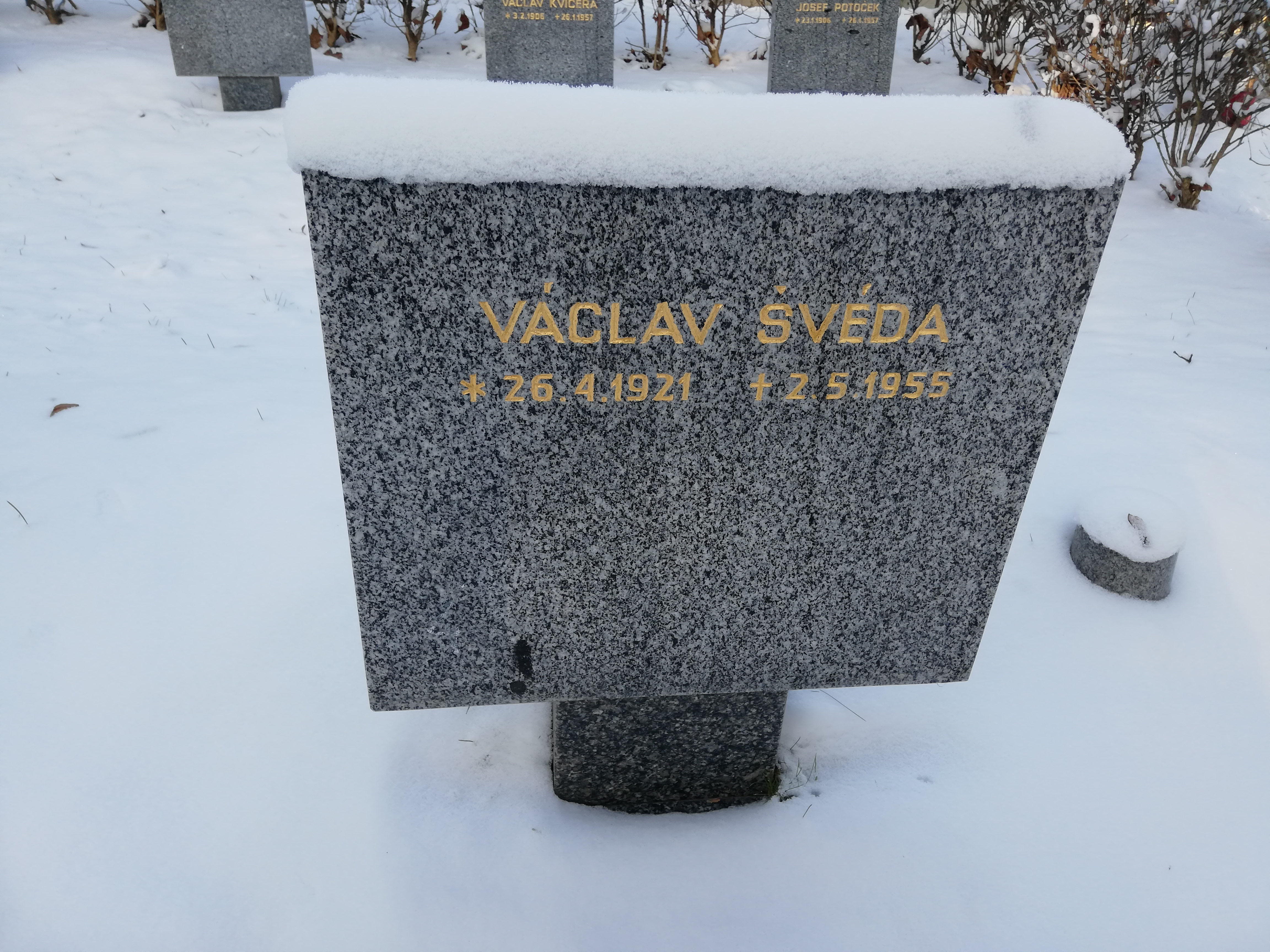
Symbolický hrob na Čestném pohřebišti na Ďáblickém hřbitově v Praze